# Věra Koubová
Věra Koubová (* 1953 Klobouky u Brna) je česká překladatelka z němčiny.

## Život
Vystudovala angličtinu-němčinu na FF UK v Praze, ale v překladatelské činnosti se téměř výhradně specializuje na německou literaturu. Vynikající jsou její překlady děl například Friedricha Nietzscheho, Franze Kafky. Za překlad básní Švýcara Franze Wurma (Rozevřená fuga) byla v roce 2004 vyznamenána Jungmannovou cenou. Kromě překladů se věnuje rovněž fotografii - uspořádala několik autorských výstav a svými fotografiemi doprovodila například knihu Nesmrtelní smrtelní: Unsterbliche Sterbliche (Praha 2001; se St. Höhnem). Žije a pracuje v Praze. Jejím manželem je filosof Pavel Kouba, který se ve svém bádání zabývá rovněž osobou Friedricha Nietzscheho.
V roce 2013 byla při vyhlášení Ceny Josefa Jungmanna uvedena do síně slávy.

## Dílo

### Překlady (z němčiny)
- Friedrich Nietzsche
  - Radostná věda
  - Mimo dobro a zlo
  - Genealogie morálky
  - Dionýsovské dithyramby
  - Lidské, příliš lidské

- Franz Kafka
  - Deníky 1913-1923
  - Deníky z cest
  - Dopisy Mileně
- Michael Kumpfmüller